# Xã Brandon, Quận Renville, Bắc Dakota
Xã Brandon (tiếng Anh: Brandon Township) là một xã thuộc quận Renville, tiểu bang Bắc Dakota, Hoa Kỳ. Năm 2010, dân số của xã này là 72 người.